# 清南区
清南郡（チョンナムぐん）は朝鮮民主主義人民共和国平安南道に属する行政区域。

## 地理
平安南道の沿海部北端にある文徳郡内の西部に位置する。
清南郡には輸出品生産基地が存在している。

## 行政区域
9洞・2里を管轄する。
- 強盛洞（カンソンドン）
- コムン金洞（コムングムドン）
- 楽園洞（ラグォンドン）
- 文化洞（ムヌァドン）
- 産業洞（サノプトン）
- 相逢洞（サンボンドン）
- セゴリ洞（セゴリドン）
- 孝誠洞（ヒョソンドン）
- 龍北里（リョンブンニ）
- 新里（シルリ）

## 歴史
1980年2月、平安南道文徳郡の安州労働者区および新里、龍北里の各一部を合併し、郡と同等の行政区域として新設した。

### 年表
この節の出典

#### 清南区(第1次)
- 1980年2月 - 平安南道文徳郡安州労働者区および新里・龍北里の各一部地域をもって、清南区を設置。(7洞)
  - 安州労働者区が分割され、文化洞・相逢洞・コムン金洞・楽園洞・忠誠洞・産業洞が発足。
  - 新里・龍北里が合併し、セゴリ洞が発足。
- 1997年 (8洞)
  - 産業洞の一部が分立し、孝誠洞が発足。
  - セゴリ洞の一部が楽園洞に編入。
- 1997年末 - 清南区廃止。
  - 文化洞・相逢洞・忠誠洞・孝誠洞・コムン金洞・楽園洞・産業洞・セゴリ洞が文徳郡に編入。

#### 清南区(第2次)
- 1999年 - 平安南道文徳郡文化労働者区・相逢労働者区・忠誠労働者区・孝誠労働者区・新里・龍北里および西湖労働者区の一部地域をもって、清南区を設置。(9洞2里)
  - 文化労働者区が分割され、文化洞・楽園洞が発足。
  - 相逢労働者区が分割され、相逢洞・コムン金洞が発足。
  - 忠誠労働者区が分割され、忠誠洞・セゴリ洞が発足。
  - 孝誠労働者区が分割され、孝誠洞・産業洞が発足。
  - 西湖労働者区が強盛洞に昇格。

#### 清南郡
- 2020年ごろ - 清南区を清南郡へ昇格[3]。
- 2024年 - 韓国の報道機関が報じた新たな北朝鮮の地図によれば「清南郡」「清南区」いずれの表記も見られないため、廃止された可能性がある[4]。

## 交通
- 安州炭鉱線・清南線
  - 清南駅

## 註
1. ↑  NKchosun.com「朝鮮清南貿易会社」
2. ↑  평안남도 청남구 역사
3. ↑  평안남도의 청년들 사회주의건설의 중요전구들로 진출
4. ↑  뉴스위크 "북한, 한반도 남쪽 잘라낸 새 지도 발간"